# 南海大桥
南海大桥是连接韩国庆尚南道河东郡与南海郡的一座悬索桥。大桥全长660米，于1973年竣工，跨越露梁海峽，是亚洲第一座悬索桥。